# 조보
조보(造父)는 주나라 목왕 시대 사람으로, 말(馬)을 아주 잘 몰았다.

## 개요
조보(造父)는 산서성(山西省) 출신으로, 그 곳에서 유년기를 보내다가 주나라에 귀부하였다. 일부에서는 조보를 서융과 관련된 인물로 파악하기도 한다. 조보(造父)는 주목왕의 적기(赤驥), 도려(盜驪), 화류(驊騮), 록이(騄耳), 백희(白犧), 거황(渠黃), 유륜(踰輪), 산자(山子)라는 말과 수레도 잘 몰아 주목왕(周穆王)의 총애를 받았다.
주목왕이 조보와 함께 지방에 출사하였을 때 서(徐)나라가 난을 일으켰자, 조보(造父)가 수레를 신속하게 몰아 주목왕이 빠르게 수도로 돌아와 서나라의 난을 진압할 수 있게 하였다. 이 공으로 진나라(晉)에 속하였던 조(趙) 땅에 봉해져 후손들이 조씨가 되었다고 한다.